# Wereldkampioenschap rally in 2025
Het wereldkampioenschap rally in 2025 is de drieënvijftigste jaargang van het wereldkampioenschap rally (officieel het FIA World Rally Championship), een kampioenschap in de autosport dat door de Fédération Internationale de l'Automobile (FIA) wordt erkend als de hoogste klasse binnen de internationale rallysport. 
Teams en rijders nemen het in 2025 op in veertien rondes — te beginnen in Monte Carlo op 23 januari en eindigend in Saudi-Arabië op 30 november.
1973 · 1974 · 1975 · 1976 · 1977 · 1978 · 1979 · 1980 · 1981 · 1982 · 1983 · 1984 · 1985 · 1986 · 1987 · 1988 · 1989 · 1990 · 1991 · 1992 · 1993 · 1994 · 1995 · 1996 · 1997 · 1998 · 1999 · 2000 · 2001 · 2002 · 2003 · 2004 · 2005 · 2006 · 2007 · 2008 · 2009 · 2010 · 2011 · 2012 · 2013 · 2014 · 2015 · 2016 · 2017 · 2018 · 2019 · 2020 · 2021 · 2022 · 2023 · 2024 ·
2025